# Epimerasa
Las epimerasas son enzimas que catalizan la inversión de un centro estereoespecífico en una molécula biológica. Las epimerasas se distinguen de las racemasas en que en las primeras la inversión estereoquímica de un carbono asimétrico en una molécula que posee más de un centro de asimetría. Catalizan por lo tanto la interconversión de epímeros. Para ello, el modelo de catálisis del centro activo debe presentar un mecanismo con cierta asimetría, y el sustrato debe poseer un carbono asimétrico al menos. 
Entre las epimerasas humanas se incluyen por ejemplo la metilmalonil-CoA epimerasa, involucrada en la degradación metabólica de los aminoácidos isoleucina, metionina y valina, y la UDP-glucosa 4-epimerasa, que ocupa una posición clave en el paso final del metabolismo de la galactosa, catalizando la conversión reversible entre UDP-galactosa y UDP-glucosa.